# Fitoalessina
Per fitoalessine s'intendono dei composti antimicrobici, prodotti a seguito di interazioni con patogeni. Non sono presenti nella pianta in condizioni di buona salute e assenza di malattia.
Sono delle sostanze a basso peso molecolare, di natura non proteica che, a partire da precursori remoti, sono sintetizzati ex novo dalla pianta nel sito di inoculazione o di contatto con microrganismi potenzialmente patogeni. È anche ampiamente riportato che le fitoalessine possono essere indotte da svariate cause, anche abiotiche, di danno cellulare. Recentemente la denominazione di fitoalessine è talvolta estesa anche a composti passibili di incremento post-infezionale ma presenti normalmente in piccole quantità, sia pure in misura variabile in organi diversi della pianta. Esse sono generalmente specie-specifiche.
I patogeni compatibili potrebbero essere in grado di detossificare le fitoalessine o di sopprimere la loro produzione: la detossificazione è una caratteristica specifica. Un patogeno è più sensibile all'azione delle fitoalessine derivanti da piante diverse da quelle che sono normalmente i suoi ospiti.
I percorsi biosintetici di fenilpropanoidi e isoflavonoidi sono noti nel dettaglio e i geni codificanti di alcuni enzimi chiave delle biosintesi sono stati clonati. L'introduzione di questi geni nel genoma di piante che non li posseggono, permette la creazione di nuove fitoalessine favorendo la difesa delle piante.
Oggi le fitoalessine sono studiate nei laboratori di biotecnologie agrarie perché possono essere utilizzate come principio attivo nei fitofarmaci utilizzati per curare le piante da attacchi fungini.